# ベル島 (ゼムリャフランツァヨシファ)
ベル島(ベルとう、ロシア語: Остров Белл)は北極海の一部であるバレンツ海に位置するロシア連邦領ゼムリャフランツァヨシファの南部にある島である。1880年に発見された 。